# Kilovatna ura
Kilovátna úra (oznaka kWh) je fizikalna enota za delo in energijo, enaka 3.600.000 J. Ena kilovatna ura ustreza delu, ki ga opravi porabnik z močjo 1 kW v času 1 ure, torej v 3600 s. Mednarodni sistem enot SI uvršča enoto med nedovoljene, še naprej pa se uporablja pri obračunu porabe električne energije v gospodinjstvu.
{\displaystyle \mathrm {kW\cdot h} =(3600\,\mathrm {s} )\lbrack \mathrm {kW} \rbrack =3600\,\lbrack \mathrm {s} \rbrack {\Bigg \lbrack }{\frac {\mathrm {kJ} }{\mathrm {s} }}{\Bigg \rbrack }=3600\,\mathrm {kJ} }
|                     | Jouli (J)     | vatna ura      | kilovatna ura  | elektronvolt | kalorija      |
| ------------------- | ------------- | -------------- | -------------- | ------------ | ------------- |
| 1 J = 1 kg·m2 s−2 = | 1             | 2,77778 × 10−4 | 2,77778 × 10−7 | 6,241 × 1018 | 0,239         |
| 1 W·h =             | 3 600         | 1              | 0,001          | 2,247 × 1022 | 859,8         |
| 1 kW·h =            | 3,6 × 106     | 1 000          | 1              | 2,247 × 1025 | 8,598 × 105   |
| 1 eV =              | 1,602 × 10−19 | 4,45 × 10−23   | 4,45 × 10−26   | 1            | 3,827 × 10−20 |
| 1 cal =             | 4,1868        | 1,163 × 10−3   | 1,163 × 10−6   | 2,613 × 1019 | 1             |

- µW·h	mikrovatna ura (0,0036 J)
- mW·h	milivatna ura (3,6 J)
- W·h	vatna ura (3 600 J)
- kW·h	kilovatna ura (3 600 000 J)
- MW·h	megavatna ura (3 600 000 000 J)
- GW·h	gigavatna ura (3 600 000 000 000 J)
- TW·h	teravatna ura (3 600 000 000 000 000 J)
- PW·h	petavatna ura (3 600 000 000 000 000 000 J)

## Zmešnjava s kilovatno uro in kilovati
- Količino energije (električno, mehansko ali toplotno) lahko merimo v joulih ali pa kilovatnih urah. Kilovatna ura (1 kWh = 3 600 000 J) je torej enota za količino energije.

- Kilovat (kW) pa je enota za moč stroja (električnega ali mehanskega). Z vati oziroma kilovati merimo tudi toplotne moči peči oziroma ogrevalnikov/hladilnikov.

Če stroj porabi 1 joule (J) energije v sekundi, ima moč 1 vat (W).
Primer: Namizni računalnik ima moč 80 W (vatov), to je 0,080 kW (0,080 kWh) kilovata. Če ga uporabljamo dve uri, porabimo:
- množimo 80 W x 2 x 3600 s = 576.000 J
- in delimo (576.000/3.600.000) kWh = 0,16 kWh

Moč batnih motorjev se velikokrat meri v konjskih močeh: ena konjska moč je 735,49875 W (0,753549 kW).
Povprečen avtomobil porabi 54-72 MJ (megajoulov) na 100 km, kar je enako 15-20 kWh energije na 100 kilometrov.
Povprečna cena električne energije za gospodinjske odjemalce v Sloveniji leta 2012 je bila 13,5 cente na kilovatno uro.
Če bi uporabili električni avtomobil, bi bili stroški za gorivo 2,02-2,70 € na 100 prevoženih kilometrov.